# Truman Capote
Truman Capote (30. rujna 1924. – 25. kolovoza 1984.) američki je pisac rođen u Louisiani, u New Orleansu, a umro u 59. godini u Los Angelesu. Njegova su djela priznati klasici književnosti, među kojima su najpoznatija Doručak kod Tiffanyja i Hladnokrvno ubojstvo.

## Mladost
Capote je rođen kao Truman Streckfus Persons. Bio je usamljen kao dijete, što se odrazilo i na njegov daljnji književni stil. Majka mu je pri porodu imala samo 16 godina što je rezultiralo razvodom roditelja kada je Truman imao samo 4 godine, te je tada poslan u Alabamu gdje su ga odgajali majčini rođaci, koje je kasnije opisao u pripovijetki Božićna uspomena. Bio je susjed i prijatelj Harper Lee, autorice romana Ubiti pticu rugalicu. 1933. seli se u New York majci i njezinu drugom suprugu, te mu se tako mijenja ime u Truman Garcia Capote. 1935. pohađa Trinity college. Sa 17 godina dobiva dvogodišnji ugovor u New York Timesu. Godine 1943. piše roman Ljetno krstarenje koji je naknadno objavljen 2005., a samo zahvaljujući tome što su u njegovom stanu u Brooklynu nađeni rukopisi. 

## Romani
1948. objavljen mu je prvi roman - Other Voices, Other Rooms. Na listi bestsellera New York Timesa nalazio se punih devet tjedana, za vrijeme kojih je prodavano i do 26 000 primjeraka knjige. Knjiga govori o mladom tranvestitu u potrazi za srećom.
Nakon toga, uslijedio je mnogo popularniji Doručak kod Tiffanyja. Iako nije prodavan kao Other Voices, Other Rooms, dostigao je svjetsku popularnost, pogotovo svojom ekranizacijom s Audrey Hepburn kao mladom Holly Golightly koja živi samo za zabavu. 
Od poznatijih romana još svakako treba navesti Hladnokrvno ubojstvo (In Cold Blood), jedini Capoteov krimić.

## Smrt
Svojevremeno je na televiziji imao svoj talk show, pod jednostavnim nazivom Truman Capote talk show. Umro je 25. kolovoza 1984., u 60 godini od predoziranja u Los Angelesu. Poznato je da se dugo vremena špekulira o njegovoj homoseksualnosti, ali iako se nikad nije ženio, nema čvrstih dokaza za to.

## Odjeci
Film snimljen prema njegovom životu u 2006. godini pod jednostavnim naslovom "Capote" dobio je nagradu Oscar za najbolju glavnu mušku ulogu - Philip Seymour Hoffman. Film zapravo opisuje istraživanje i pisanje romana Hladnokrvno ubojstvo. Sa sličnom tematikom sniman film Infamous s Tobyjem Jonesom u glavnoj ulozi. Legendarna je uloga Audrey Hepburn u ekranizaciji romana Doručak kod Tiffanyja iz 1961.

## Djela
- Psi laju, prijevod Omera Lakomice
- Doručak kod Tiffanyja, prijevod Zlatka Crnkovića

### Ostali projekti
|  | Zajednički poslužitelj ima stranicu o temi Truman Capote |